# Parteni I
Parteni I   (Ioànnina, segle XVI - Quios, 8 de setembre de 1646) (en grec Παρθένιος Α') va ser patriarca de Constantinoble de l'any 1639 al 1644.
Havia nascut a Ioànnina. Va ser metropolità d'Anquialos (1609-1623) i d'Adrianòpolis (1623-1639), fins que va ser elegit patriarca. Durant el seu mandat va intentar de reconciliar les dues postures que hi havia entre els bisbes ortodoxos, una que defensava la línia catòlica, favorable al papa i als jesuïtes, i l'altra que seguia les opinions de l'antic patriarca Ciril Lucaris properes al calvinisme, però no ho va aconseguir.
L'any 1641, Parteni va convocar un Sínode a Constantinoble, al que van assistir vuit prelats i quatre dignataris de l'església. En aquest sínode, es diu que es va acceptar el terme Transsubstanciació. L'any següent, Parteni va convocar un altre Sínode a Iași, amb la finalitat de suprimir alguns errors doctrinals catòlics i protestants que s'havien infiltrat en la teologia ortodoxa i confeccionar un text complet sobre la veritat de la fe.
L'any 1643, en una carta al rei de França Lluís XIV, explicava que les diferències doctrinals entre l'Església Catòlica romana i l'Ortodoxa no permetien la unió de les dues Esglésies. L'any 1645 va ser exiliat a Xipre i al cap d'un any a Quios on va ser assassinat.